# Michael Knatchbull
Michael Herbert Rudolf Knatchbull (8 mai 1894-23 février 1939) est un pair et soldat britannique.

## Biographie

### Carrière militaire
Baptisé Michael Herbert Rudolf Knatchbull-Hugessen, il est le fils de Cecil Knatchbull-Hugessen (4e baron Brabourne). Il abandonne la partie Hugessen de son nom de famille en juin 1919. Il fait ses études au Wellington College et à la Royal Military Academy de Woolwich.

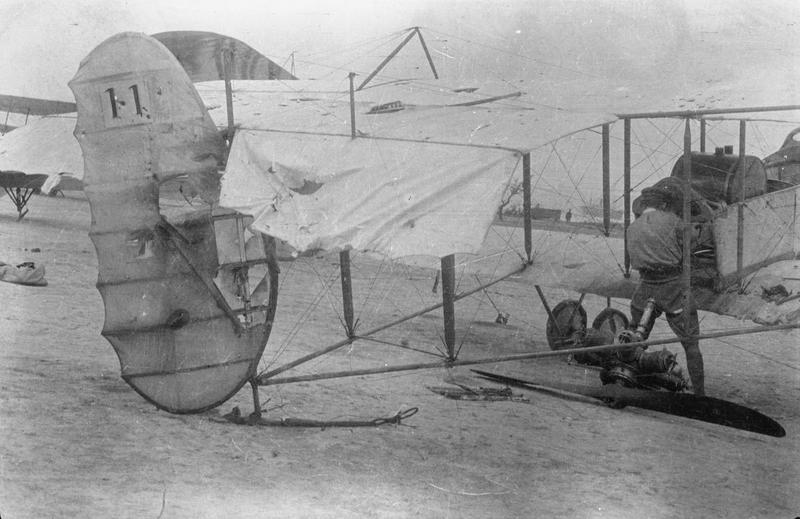
Dommages causés par les tirs antiaériens de l'ennemi subis par un Farman du 3e Escadron RNAS, piloté par Reginald Marix avec le lieutenant Knatchbull comme observateur, juin 1915.

Knatchbull est nommé sous-lieutenant dans l'artillerie royale le 17 novembre 1914. Il sert dans la bataille des Dardanelles à partir d'avril 1915, attaché au No. 3 Squadron, Royal Naval Air Service, volant avec des missions de repérage d'artillerie , devenant lieutenant le 23 juillet. Le 22 septembre 1915, il reçoit une mention dans des dépêches du général Ian Hamilton, commandant en chef du corps expéditionnaire méditerranéen, et le 8 novembre reçoit la croix militaire pour son «service distingué sur le terrain pendant les opérations à les Dardanelles ".
Knatchbull est détaché à l'état-major pour servir d'aide de camp le 8 juin 1916, servant jusqu'au 20 avril 1918, quand il est détaché à la Royal Air Force en tant qu'officier d'état-major, 3e classe. Il est ensuite promu au grade intérimaire de capitaine, puis au grade de major intérimaire le 11 octobre 1918 lorsqu'il est nommé officier d'état-major, 2e classe (Air). Le 8 novembre 1918, il reçoit une mention dans des dépêches du feld-maréchal sir Douglas Haig.
Après la fin de la guerre, le 1er août 1919, il reçoit une commission permanente dans la RAF avec le grade de lieutenant. Cependant, il est mis à la demi-solde le 1er avril 1920 et le 1er octobre est mis sur la liste des retraités en raison de problèmes de santé contractés en service actif, avec le grade de lieutenant d'aviation.

### Carrière politique
Knatchbull est élu député conservateur d'Ashford en 1931 et est secrétaire parlementaire privé de Samuel Hoare, secrétaire d'État à l'Inde, de 1932 à 1933.
En 1933, à la mort de son père, il devient baron Brabourne puis est nommé gouverneur de Bombay et est investi en tant que chevalier grand commandeur de l'ordre de l'empire des Indes.
Pendant qu'il est gouverneur de Bombay, il pose la première pierre du terrain de cricket historique du stade Brabourne en 1936 après avoir mené des négociations pour le terrain avec Anthony de Mello du Cricket Club of India (CCI).

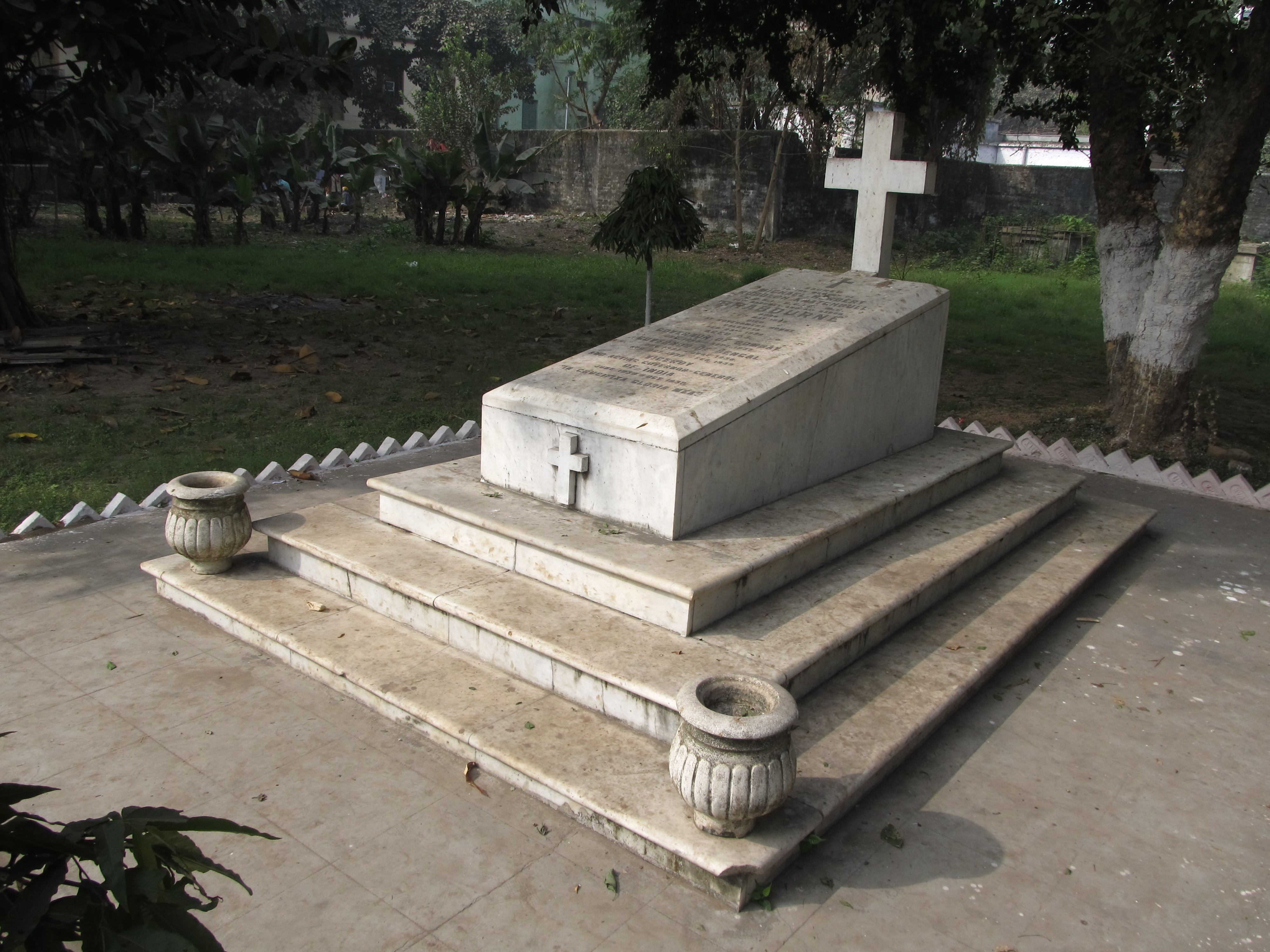
La tombe du 5e baron Brabourne au cimetière Saint-Jean, Kolkata, Inde.

En 1937, il devient également chevalier grand commandeur de l'ordre de l'Étoile de l'Inde et est gouverneur du Bengale jusqu'en 1939, l'année de sa mort.

## Famille
Il épouse, le 22 janvier 1919 dans l'église Saint-Pierre, Eaton Square, Lady Doreen Browne, fille de George Browne, 6e marquis de Sligo et de Agatha Hodgson. Ils ont deux enfants:
- Norton Knatchbull, 6e baron Brabourne (11 février 1922 - 15 septembre 1943), célibataire, sans enfants ;
- John Knatchbull, 7e baron Brabourne (9 novembre 1924 - 23 septembre 2005) épouse Lady Patricia Mountbatten (14 février 1924 - 13 juin 2017), dont descendance.

Sa veuve, la douairière Lady Brabourne, est tuée lors l'attentat commis en 1979 par l'armée républicaine irlandaise provisoire contre le bateau du Louis Mountbatten. Un de leurs petits-fils est également mort dans l'attentat.

## Distinctions

### Decorations
- Chevalier grand commandeur de l'ordre de l'Étoile d'Inde (5 novembre 1937)
- Chevalier grand commandeur de l'ordre de l'empire des Indes (7 novembre 1933)
- Croix militaire (8 novembre 1915)
- British War Medal (26 juillet 1919)
- Victory Medal (1er septembre 1919)
- Médaille du couronnement du roi George V (30 juin 1911)
- Médaille du jubilé d'argent de George V (6 mai 1935)
- Médaille du couronnement du roi George VI (12 mai 1937)